# Memcached
Memcached (멤캐시디, 멤캐시트)는 범용 분산 캐시 시스템이다. 외부 데이터 소스(예: 데이터베이스나 API)의 읽기 횟수를 줄이기 위해 데이터와 객체들을 RAM에 캐시 처리함으로써 동적 데이터베이스 드리븐 웹사이트의 속도를 높이기 위해 종종 사용된다. Memcached는 BSD 허가서로 라이선스되는 자유-오픈 소스 소프트웨어이다. Memcached는 유닉스 계열 운영 체제(적어도 리눅스와 macOS), 마이크로소프트 윈도우에서 실행된다. libevent 라이브러리에 의존한다.

## 역사
Memcached는 2003년 5월 22일 Brad Fitzpatrick가 자신의 웹사이트 라이브저널을 위해 처음 개발한 것이다. 처음에 펄로 작성되었다가 나중에 Anatoly Vorobey에 의해 C로 재개발되었고, 이후 라이브저널에 채용되었다. Memcached는 현재 수많은 시스템에 사용되고 있는데, 여기에는 유튜브, 레딧, 페이스북, 핀터레스트, 트위터,, 위키백과가 포함된다. 구글 앱 엔진, 마이크로소프트 애저, 블루믹스, 아마존 웹 서비스 또한 API를 통해 Memcached 서비스를 제공한다.

## 이용
- MySQL - 버전 5.6 기준으로 Memcached API를 직접 지원.[18]
- 오라클 코히어런스 - 버전 12.1.3 기준으로 Memcached API를 직접 지원.[19]
- GigaSpaces XAP - 고가용성, 트랜잭션 지원과 함께 Memcached 지원[20]

## 같이 보기
- 카우치베이스 서버
- 레디스
- 카산드라